# Búlgaro do Banato
A norma literária búlgara do Banato ou a língua búlgara do Banato é uma norma regional escrita da língua búlgara usada pelos  búlgaros do Banato.
É a terceira norma literária, junto com a língua macedônia e a língua oficial búlgara padronizada. 
A norma escrita do Banato possui um sistema gráfico independente baseado no alfabeto latino, por isso é muito especial. Há uma literatura extensa e diversa sobre a norma literária búlgara do Banato. 